# Pantydia recondita
Pantydia recondita är en fjärilsart som beskrevs av Walker 1857. Pantydia recondita ingår i släktet Pantydia och familjen nattflyn. Inga underarter finns listade i Catalogue of Life.